# Meghan Trainor
Meghan Elizabeth Trainor (Nantucket, 22 dicembre 1993) è una cantautrice e personaggio televisivo statunitense.
Pur avendo pubblicato due album nel 2011, si è guadagnata il successo internazionale nel 2014 grazie al suo singolo All About That Bass, che ha preceduto il terzo album in studio Title. Nel 2016 pubblica il quarto album Thank You, contenente i singoli Me Too e No. Nel 2020 pubblica due album Treat Myself e l'album di musica natalizia A Very Trainor Christmas, ottenendo meso successo in termini di vendite. Nel 2022 torna nelle scene musicali con l'album Takin' It Back sostenuto dal singolo Made You Look, seguito dal sesto album Timeless del 2024.
Nel 2016 vince un Grammy come migliore artista emergente, mentre il brano All About That Bass è stato candidato nelle categorie alla canzone dell'anno e alla registrazione dell'anno. Ha inoltre vinto un People Choice Awards, due Billboard Music Award, un LOS40 Music Awards e un Radio Disney Music Awards. Nel 2017 è stata insignita dell'ASCAP Vanguard Award per i suoi contributi nell'industria musicale come autrice, avendo scritto per i progetti di Jennifer Lopez, Fifth Harmony, Little Mix, Michael Bublé, Tim McGraw, Faith Hill e Sabrina Carpenter.

## Biografia

### Infanzia ed esordi
Meghan Trainor è nata e cresciuta nell'isola di Nantucket, in Massachusetts. È figlia di Gary e Kelli Trainor, due musicisti, e ha due fratelli, Ryan e Justin. La cantante ha iniziato a cantare all'età di sette anni e ha scritto la sua prima canzone a undici anni. Quando aveva tredici anni, i suoi genitori le hanno comprato un computer per permetterle di produrre i suoi stessi brani. Si è trasferita con la sua famiglia a Hyannis, sempre nel Massachusetts, e ha frequentato la Nauset Regional High School, un liceo a Cape Cod, dove ha suonato la tromba e cantato nella jazz band, prendendo anche lezioni di chitarra. Inoltre, per quattro anni, Meghan Trainor ha suonato la chitarra, le tastiere e cantato con una band locale chiamata Nantucket Island Fusion.
Meghan ha frequentato il Berklee College of Music's Performance Program, un corso musicale di cinque settimane, nel 2009 e nel 2010. Qui ha ricevuto alti voti e le canzoni da lei scritte sono arrivate alle finali di vari concorsi. Nel 2011 sono stati pubblicati i suoi primi due album da un'etichetta di Nashville, la Big Yellow Dog Music, intitolati I'll Sing with You e Only 17. A Nashville ha scritto canzoni per vari artisti country, tra cui i Rascal Flatts e Hunter Hayes, e ha persino composto il singolo Replay per Raffaella Carrà.

### 2014-2015:Titlee il successo internazionale

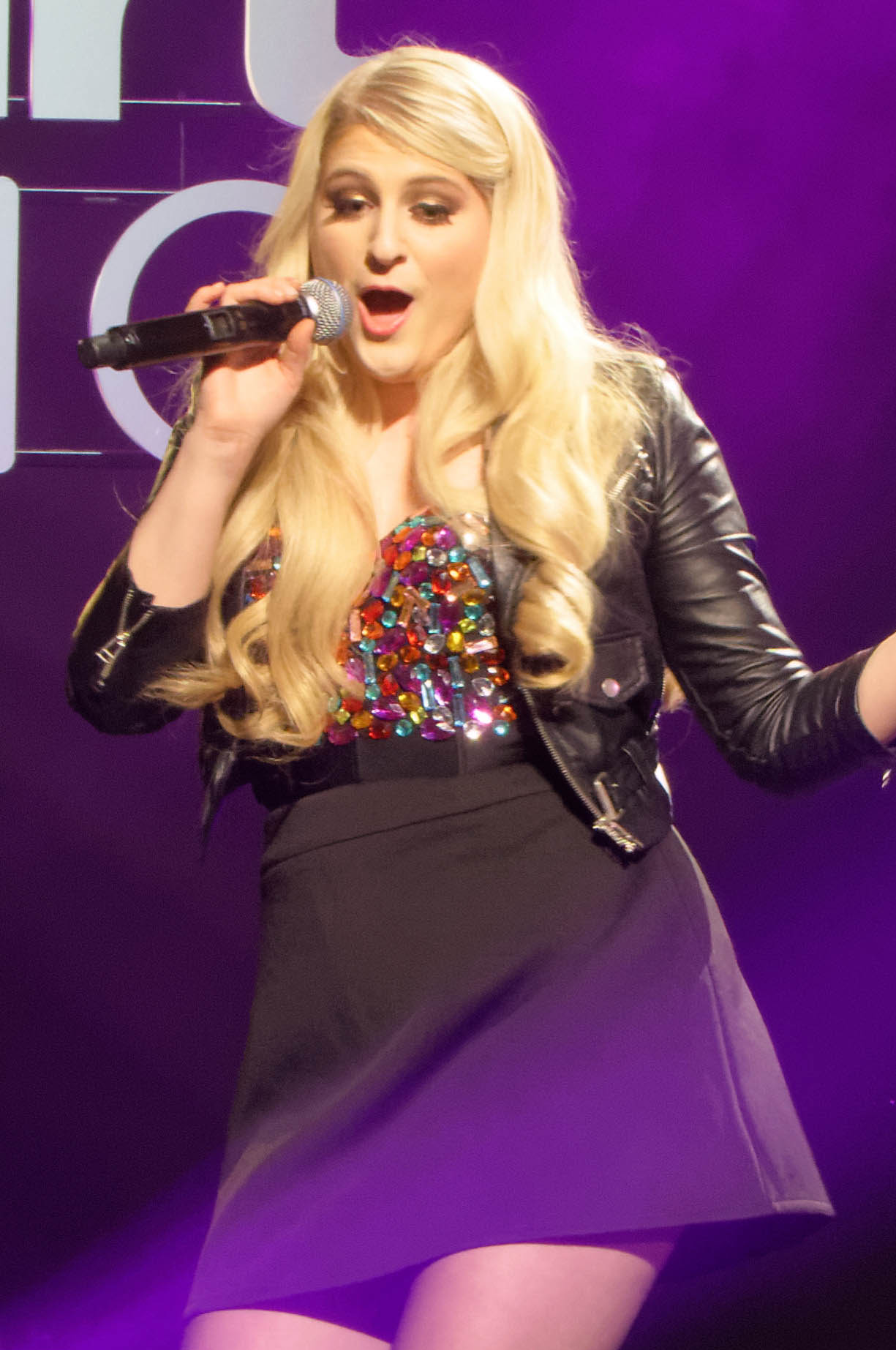
Trainor al Jingle Ball Tour 2014

Mentre lavorava alla Big Yellow Dog Music, ha incontrato il produttore discografico Kevin Kadish, già vincitore di Grammy. Insieme hanno scritto quello che sarebbe poi diventato il primo singolo di successo di Meghan Trainor: All About That Bass, uscita a giugno 2014. L.A. Reid ha ascoltato la demo della canzone e ha offerto a Meghan un contratto con la Epic Records. All About That Bass ha subito riscosso un grande successo per via del suo testo anticonformista: il video è divenuto virale ed ha raggiunto i vertici di tutte le classifiche mondiali, alla posizione numero #1 in 58 Paesi, fra cui Australia, Danimarca, Nuova Zelanda, negli Stati Uniti e in Canada.
Il singolo ha preceduto l'EP Title, uscito il 9 settembre 2014 e contenente quattro canzoni. Il secondo singolo estratto è Lips Are Movin, pubblicato il 21 ottobre 2014. Il brano si piazza alla quarta posizione negli Stati Uniti, e diviene la seconda top 10 in Australia e Canada. A novembre 2014 prende parte alla settima stagione del talent show The Voice come key advisor. Il 9 gennaio 2015 Trainor pubblica il suo terzo album in studio, che porta il nome di Title il quale debutta al primo posto negli Stati Uniti. Collabora inoltre con le Fifth Harmony nella realizzazione del brano Brave, Honest, Beautiful, contenuto nell'album di debutto del noto gruppo, Reflection. Il 3 marzo, viene pubblicato il terzo singolo della cantante, Dear Future Husband.
Like I'm Gonna Lose You, il quarto singolo estratto, cantato con John Legend, si classifica al primo posto in Australia e in Nuova Zelanda. Per promuovere l'album, la cantante annuncia il That Bass Tour, intrapreso da febbraio a giugno 2015. Da luglio, parte il MTrain Tour, con date solo in Nord America. Nello stesso mese, dopo qualche concerto, le viene diagnosticata un'emorragia alle corde vocali, che le impedisce di proseguire il tour, per cui avviene l'annullamento delle restanti esibizioni.

### 2016-2017:Thank You

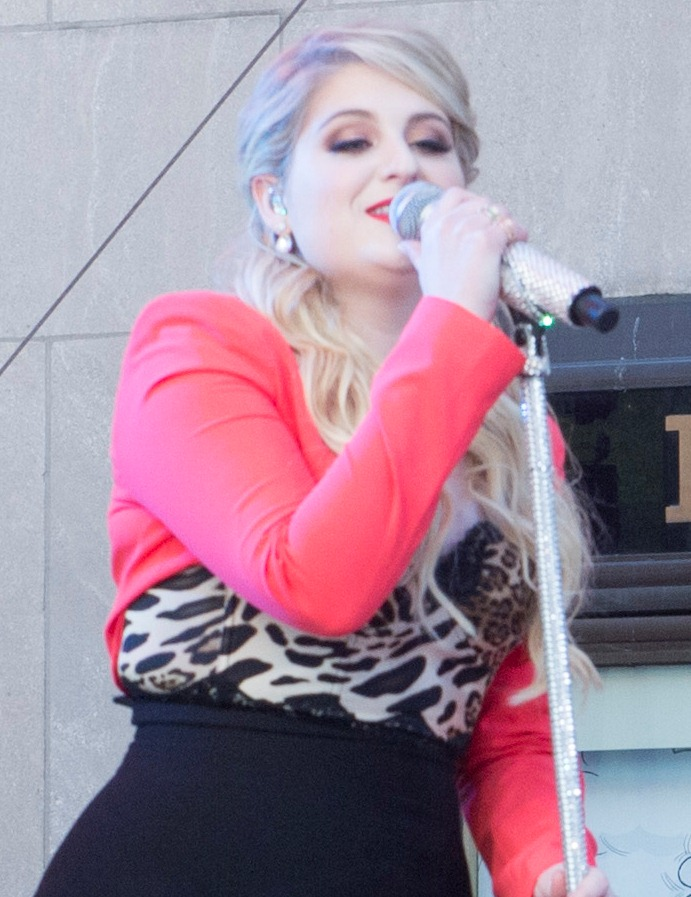
Trainor nel 2015

Il 4 marzo 2016 esce il singolo No, primo estratto dal suo nuovo album Thank You, in uscita il 13 maggio. Successivamente una collaborazione con LunchMoney Lewis in I Love Me e Better con Yo Gotti. Il 28 aprile 2016 viene rilasciata la traccia Mom, in collaborazione con sua madre, Kelli Trainor, che parlò con sua figlia in una telefonata durante la canzone.
Il secondo singolo, intitolato Me Too, è stato pubblicato il 5 maggio 2016.
Il 3 marzo 2017 viene pubblicato un nuovo singolo intitolato I'm a Lady, che fa parte della colonna sonora del film I Puffi - Viaggio nella foresta segreta.

### 2018-2021: l'EPThe Love Train,Treat Myself e A Very Trainor Christmas
In un'intervista con Entertainment Tonight, Trainor ha dichiarato che il nuovo album è pronto e che la sua intera famiglia ha cantato su ogni brano dell'album. Suo padre suona il piano in una canzone. Il 1º marzo 2018 viene pubblicato il video di No Excuses, primo singolo estratto. Il 10 maggio 2018 vengono pubblicati il secondo singolo, Let You Be Right e un singolo promozionale intitolato Can't Dance. Il 19 giugno 2018 annuncia titolo, copertina, data di uscita e pre-order del nuovo album dal titolo Treat Myself, in uscita nel 2018. Con il pre-order dell'album viene rilasciato un nuovo singolo promozionale, All The Ways. A fine luglio viene invece rilasciata Treat Myself, traccia che dà il titolo all'album. Nel frattempo, l'artista collabora con Sigala e Ella Eyre nel brano Just Got Paid.
Nel mese di agosto annuncia che il suo terzo album sarebbe stato posticipato a data da definire, per poi confermarne l'uscita per il 25 gennaio 2019, per poi pubblicare l'EP The Love Train contenente alcune canzoni scartate dalla tracklist originale di Treat Myself e altre ispirate dal suo matrimonio. Dopo un ulteriore rinvio di un anno, la data di pubblicazione ufficiale è fissata per il 31 gennaio 2020, data effettiva della sua uscita. Le tracce includono collaborazioni Nicki Minaj e le Pussycat Dolls, oltre ai singoli già pubblicati come Waves e No Excuses. Nel luglio 2020 è stata pubblicata un'edizione deluxe del disco, con l'aggiunta di tre nuove canzoni. La riedizione del disco è stata anticipata dal singolo Make You Dance.
Nel mese di settembre ha annunciato l'uscita del suo primo album natalizio, che includerà diciotto tracce, tra canzoni originali ispirate al Natale e cover delle canzoni che hanno segnato la storia. Il 7 ottobre ha pubblicato i primi due brani inclusi nel progetto: l'inedito My Kind of Present ed una cover del classico dei Wham! Last Christmas. Il 23 ottobre pubblica un altro brano natalizio, I'll Be Home. L'album, dal titolo A Very Trainor Christmas, viene pubblicato il 30 ottobre 2020.

### 2022-presente:Takin' It BackeTimeless
A fine 2021 è andata virale TikTok una canzone, Title, proveniente dal suo album di debutto. In occasione di ciò, Meghan ha pubblicato il video ufficiale sul suo canale YouTube, registrato nel 2015, ma che non aveva visto la luce prima. Nel giugno 2022 ha annunciato il suo nuovo singolo Bad for Me in collaborazione con Teddy Swims, primo estratto dall'album Takin' It Back, in uscita il 21 ottobre successivo. Il 31 ottobre 2022 viene rilasciato il secondo singolo Made You Look, che ottiene successo nelle classifiche di vendita internazionali e statunitensi.
Nel 2023 pubblica i singoli Been Like This e To the Moon e ricopre il ruolo di giudice nel programma australiano Australian Idol. Il 7 giugno 2024 pubblica l'album Timeless, intraprendendo il The Timeless Tour tra Stati Uniti e Canada.

## Stile musicale
La sua musica è influenzata principalmente dalla soca e dal kaiso, due generi musicali originari delle isole caraibiche di Trinidad e Tobago, e dal raggae. Sa suonare l'ukulele, come ha mostrato in diverse sue esibizioni dal vivo. Trainor suona anche la chitarra e il pianoforte.

## Vita privata
Il 22 dicembre 2018 Trainor ha sposato l'attore Daryl Sabara, con cui aveva una relazione da fine giugno del 2016. L'8 febbraio 2021 ha dato alla luce un bambino, che ha chiamato Riley. Il 1º luglio 2023 è nato il suo secondo figlio, Barry Bruce Trainor.

## Discografia
- 2015 – Title
- 2016 – Thank You
- 2020 – Treat Myself
- 2020 – A Very Trainor Christmas
- 2022 – Takin' It Back
- 2024 – Timeless

## Filmografia

### Attrice
- Undateable – serie TV, episodio 3x05 (2015)
- How I Met Your Father – serie TV, episodio 2x02 (2023)

### Doppiatrice
- I Puffi - Viaggio nella foresta segreta (Smurfs: The Lost Village), regia di Kelly Asbury (2017)
- Playmobil: The Movie, regia di Lino DiSalvo (2019)
- SpongeBob (SpongeBob SquarePants) – serie animata, 2 episodi (2020)

### Televisione
- RuPaul's Drag Race (2017) giudice
- The Four: Battle for Stardom (2018) giudice
- The Voice UK (2019) coach
- Top Chef Family Style (2021) conduttrice
- Australian Idol (2023) giudice

## Tournée
- That Bass Tour (2015)
- MTrain Tour (2015)
- The Untouchable Tour (2016)
- The Timeless Tour (2024)

## Libri
- (EN) Dear Future Mama, Harper Horizon, 2023, ISBN 978-1-4041-1759-4.

## Riconoscimenti
- Grammy Awards
  - 2016 – Best New Artist
- ASCAP Pop Music Awards
  - 2015 – Most Performed Songs per All About That Bass
- Billboard Music Awards
  - 2015 – Top Hot 100 Song per All About That Bass
  - 2015 – Top Digital Song per All About That Bass
- Music Business Association
  - 2015 – Breakthrough Artist of the Year
- Vevo Certified
  - 2014 – 100.000.000 views per All About That Bass
  - 2014 – 100.000.000 views per Lips Are Movin
  - 2015 – 100.000.000 views per Dear Future Husband
- YouTube Music Awards
  - 2015 – 50 greatest artists and YouTube performances